# Aquablue
 (septembre 2019).
Si vous disposez d'ouvrages ou d'articles de référence ou si vous connaissez des sites web de qualité traitant du thème abordé ici, merci de compléter l'article en donnant les références utiles à sa vérifiabilité et en les liant à la section « Notes et références ».
Aquablue est une série de bande dessinée de science-fiction française créée par le scénariste Thierry Cailleteau et le  dessinateur  Olivier Vatine, prépubliée en 1988 dans L'Argonaute et éditée en avril 1988 par Delcourt. Dès 1998, Ciro Tota remplace le dessinateur et, 2011, Régis Hautière, le scénariste. Le dessinateur Ciro Tota est ensuite remplacé par Siro, puis par Reno.
Le premier album Nao obtient le prix Alph'Art Jeunesse au Festival d'Angoulême en janvier 1989.
En 2003, Christophe Araldi refait les couleurs pour les deux premiers tomes à l’occasion des réimpressions.
Avant son décès le 23 février 2023, Thierry Cailleteau avait repris la plume pour un nouvel épisode T18 Stromboli Reloaded sorti en avril 2024 et dessiné par Stéphane Louis. 

## Description

### Synopsis
Aquablue est le récit de la résistance d'un peuple indigène face à un envahisseur venu exploiter les ressources de son territoire.
La planète Aquablue, peuplée par des indigènes, mène une vie paisible. La confiance et le respect régissent les lois entre le peuple et la nature qui l'entoure. Une parfaite symbiose unit une planète fertile et ses occupants. Seul l'océan et surtout ses fonds demeurent totalement inconnus et inexplorés.
Parmi ces habitants vit un jeune Terrien appelé Nao. Son destin changera l'histoire d'Aquablue ! 
Un consortium terrestre, en quête perpétuelle de source d'énergie, jette son dévolu sur cette planète bleue. Un seul mot d'ordre : l'exploitation. Un seul moyen : la force.
La stratégie du consortium Texec, aidé par l'armée privée d'Ulla Morgenstern, est de pomper un maximum d'énergie sur une planète puis d'aller ailleurs afin de s'enrichir toujours plus ; le profit est la seule loi qui régit la vie de ses actionnaires. De plus, l'endroit, habité par des indigènes, fournit une main d'œuvre peu chère et corvéable à merci. Esclavagisme appuyé par des mercenaires, exploitation à outrance.... peu à peu les habitants d'Aquablue doivent se rendre à l'évidence : soit ils défendent leur terre et leur patrimoine, soit ils périssent sous le joug des envahisseurs.
Nao, rescapé du naufrage d'un vaisseau spatial terrien survenu alors qu'il était enfant, sent que c'est bien l'eau d'Aquablue qui coule dans ses veines. Découvrant qu'il est le neveu d'Ulla Morgenstern et que celle-ci a hérité de l'empire financier de son père, l'enfant terrien décide de partir sur la planète qui l'a vu naître afin de récupérer son héritage et de priver sa tante Ulla de ses capacités de nuisance.
La série prend ainsi une tournure tout à fait inédite dans le domaine de la bande dessinée. Des thèmes nouveaux voient le jour, principalement déclinés autour d'idées écologistes, humanistes et anticolonialistes. Si a priori la dualité semble évidente : les mauvais sont les exploiteurs et les bons, le petit peuple de la planète envahie ; Cailleteau et Vatine montrent que tout n'est pas simplement noir ou blanc.
Alors que tout semble perdu pour la planète Aquablue, qui aligne des lances et des couteaux contre des lasers et des vaisseaux spatiaux, de nouveaux paramètres viennent changer la donne. D'abord, l'organisation d'une résistance active et armée des autochtones, aidés par quelques humains qui apportent avec eux technologie et savoir-faire. Nao et ses nouveaux alliés commencent ainsi à donner du fil à retordre aux envahisseurs.
Ensuite, une aide providentielle surgit des fonds océaniques de la planète, sous la forme d'une Atlantide créée par d'anciens extra-terrestres.

### Personnages

#### Principaux
NaoWilfrid Morgenstern de son nom de baptême, héritier du puissant groupe industriel Morgenstern. Il n'apprendra tout cela que lors de son retour sur Terre, après dix ans passés parmi les indigènes d'Aquablue.
CybotLe robot-nurse, responsable de Nao depuis sa naissance.
Mi-nueeLa fille du chef Melkeïok, fiancée à Nao. Elle vit seins nus. Elle aura un fils avec son amoureux (apparaît plus fréquemment dès le tome 13).
Maurice Duprél’ethnologue, découvreur du peuple d'Aquablue et premier autre Terrien que rencontre Nao, ex-petit ami de la journaliste Béatrice.
CarloLe transporteur indépendant. D'origine italienne, pilote émérite aux commandes de son vaisseau, le "Stromboli".
RabahAutrement dit "le Kabyle", ancien contrebandier, c'est le meilleur ami de Carlo. S'il s'en remet souvent à Allah, il ingurgite sans complexe des litres d'alcool (cf. tome 8).
Ylofils de Nao et Mi-nuee. Il apparait dans le tome 10.

#### Secondaires
Béatrice DupréLa journaliste et ex-femme de Maurice.
MelkeïokLe père de Mi-nuee, chef de la tribu qui recueille Nao (mort à la fin du tome 14).
UrukthapelLe sorcier de la tribu.
Ulla MorgensternLa tante de Nao. Gère la société en son nom depuis la disparition de ses parents, et s'est lancée dans le mercenariat. (supposée morte à la fin du tome 5)
Josh WalshLe PDG de la Texec, homme d'affaires impitoyable et sans scrupules (assassiné par Phelps dans le tome 4).
Steven WalshFils de Josh Walsh, PDG de la Texec, homme d'affaires impitoyable et sans scrupules (tomes 12 à 17).
Gordon PhelpsLe collaborateur de Walsh. Il assassinera son patron pour s'emparer de la Texec. (mort à la fin du tome 5)
Angus LochshoreLe maître du vaisseau pirate Megophias (tome 3).
SvenLe capitaine du sous-marin Barracuda.
Général De BlainvilleLe chef du corps expéditionnaire de la Légion, les troupes d'élite de la fédération terrienne. (présent dans les tomes 4 et 5, meurt assassiné au début du tome 14).
CantorDe son vrai nom David Gamesh, dictateur de la planète Stalion et gourou des néo-croisés. (tome 6 et 7 puis 12 à 17)
SyssimLe pirate et contrebandier extra-terrestre reptilien, associé à Cantor (tome 6 et 7 puis 12 à 17). Les tomes 16 et 17 nous en apprennent plus sur la vie de Syssim.
Gustav StitchL’ami du père de Nao et survivant du naufrage de L'Étoile Blanche. (tome 6 et 7)
Diane de BoërL’organisatrice de safaris interplanétaires, femme cruelle prête à massacrer les indigènes de la planète Doyle-1800. (tome 8, meurt dépecée vivante dans le tome 9)
Lord John StormswordLe chasseur émérite, associé à Diane de Boers. (tome 8 et 9)
Chiara Dellapierrajolie brune assistante du Pr Marelian dans le tome 10, elle aura une brève relation avec Nao sur la planète Tetlaan. Elle rejoint ensuite la fondation Aquablue et travaille avec Maurice.
John Ray Bullittcélèbre holoblogeur invité pour l'inauguration du Standard-Island sur Aquablue.
Jason PolonskyUn détective d'Europolis qui aide Maurice Dupré à trouver les responsables de la tentative d'assassinat dont il a échappé (tomes 14 à 17).

### Clins d’œil
Le paquebot spatial qui fait naufrage avec les parents de Nao s'appelle L'Étoile blanche. La catastrophe n'est pas sans faire allusion au Titanic. D'ailleurs, la compagnie propriétaire du Titanic s'appelait la White Star Line…
Dans l'image n°2 de la première page du tome 1, un des membres d'équipage de l’Étoile blanche dit "Appel à tout vaisseau croisant en secteur NCC-1701" ce qui fait référence à Star Trek, l'USS Entreprise étant de matricule NCC-1701.
La structure du vaisseau Stromboli apparaissant dès le tome 2 n'est pas sans rappeler celle du célèbre Faucon Millenium de Star Wars avec une allure de soucoupe plate avec un cockpit décalé, d'autant plus que son pilote Carlo porte une chemise blanche avec un gilet noir comme Han Solo dans un nouvel espoir.
L'histoire du personnage de Cantor, alias David Gamesh, est inspirée de faits réels. Dans le tome 6, Stitch explique aux héros que Gamesh est un escroc qui dirigeait autrefois une secte sur Terre, dont il a provoqué la mort de tous les fidèles pour échapper à la police. Cela fait directement allusion au destin de Vernon Howell, alias David Koresh, dit "le Christ de Waco", gourou de la secte des davidiens qu'il a entraînés dans un suicide collectif le 19 avril 1993 après un sanglant siège armé par le SWAT.

## Dessin
À la suite d'une brouille entre Thierry Cailleteau et Olivier Vatine, Ciro Tota remplace ce dernier derrière la planche à dessin. Le changement de style entre l'épisode 4 et 5 est saisissant, les deux dessinateurs n'étant pas de la même école. Le dessin de Vatine, avec des traits doux, des visages expressifs et un effet presque « peinture » avait séduit lors de la parution de la série, certains critiquant un style de « BD vieille école ». Cette douceur correspond aux caractéristiques dominantes de l'univers dépeint. Tota au contraire dessine des formes dures, anguleuses, plus froides et tranchantes, mieux adaptées à la science-fiction d'action, donnant plus de nervosité à l'action et plus de brutalité aux scènes d'affrontement[réf. nécessaire].
Les albums 12 à 17 sont dessinés par Reno, un ami du dessinateur et blogueur Boulet. Il le fait d'ailleurs apparaître sous le pseudonyme John J. Bullit dans l'album Standard Island.
L'album 18 est dessiné par Stéphane Louis alors que Thierry Cailleteau reprend une dernière fois le scénario avant son décès. 
Stéphane Louis poursuit le dessin dans un nouveau cycle en trois tomes, avec Fred Duval au scénario.

## Postérité

### AquablueetAvatarde James Cameron
En 2009 sort le film de science-fiction Avatar, réalisé par James Cameron et produit par la Twentieth Century Fox. En décembre 2011, Delcourt et le scénariste Thierry Cailleteau intentent un procès à la Twentieth Century Fox France pour contrefaçon de droit d'auteur et subsidiairement pour concurrence déloyale, au motif que le film présente des similitudes avec les deux premiers albums de la BD Aquablue trop nombreuses pour être fortuites : la trame scénaristique, l'univers et les caractéristiques des personnages. Ces albums, Nao  et Planète bleue, ont d'ailleurs été traduits aux États-Unis par les éditions Dark Horse. Le jugement est rendu par le Tribunal de grande instance de Paris le 26 juin 2015, qui rejette les deux demandes. Il considère que les ressemblances scénaristiques ne dépassent pas l'idée abstraite ou le fond commun du genre de la science-fiction, par exemple l'idée d'une harmonie entre une planète et ses habitants (présente dans des œuvres antérieures, par exemple avec les Fremen du roman Dune de Frank Herbert en 1965 ou les Ewoks du film Le Retour du Jedi en 1983) ou l'intervention d'un animal mythique gigantesque (présente dans le film Abyss de James Cameron sorti en 1989). Le tribunal considère ainsi que les ressemblances ne portent pas sur la concrétisation formelle de ces idées par les auteurs de la BD, hormis le choix de la couleur bleue pour la peau des autochtones de la planète explorée. Le tribunal écarte l'idée de ressemblances précises entre les trames narratives des deux œuvres, jugeant que les thèmes communs demeurent trop généraux pour être considérés comme entrant dans le domaine de l'originalité précise d'Aquablue (par exemple l'idée d'une colonisation économique d'une planète appuyée par une force armée, puisée dans l'histoire de la colonisation, et déjà présente en science-fiction avant Aquablue, par exemple dans le film Alien de Ridley Scott en 1979), tandis que les différences sont importantes, notamment le recours à un avatar dans le film Avatar.

### Adaptations
Une adaptation de la bande dessinée en jeu de rôle sur table paraît en 2021 chez l'éditeur Studio Deadcrows, accompagnée d'un paravent pour le meneur de jeu et d'un coffret de dés.

## Publications

### Revues
Le premier tome, Nao a été prépublié dans le magazine scientifique pour les jeunes L'Argonaute.
Le troisième tome, Le Mégophias a été prépublié dans le magazine informatique Amstrad Cent pour cent du numéro 22 au numéro 33.

### Albums
Aquablue est publiée par Delcourt dans la collection « Conquistador » (1-11), puis dans la collection « Neopolis » (12-).
- Premier cycle ; scénario de Thierry Cailleteau, dessin d'Olivier Vatine (1-4) puis Ciro Tota (5), couleurs de Thierry Cailleteau (1-2), Isabelle Rabarot (3-4) puis Florence Breton (5) :

1. Nao, avril 1988  (ISBN 2-906187-12-7) : Seul rescapé du naufrage spatial du vaisseau "l'étoile blanche" avec son robot Cybot, le jeune Nao atterrit 8 ans plus tard sur une planète bleue : Aquablue, où de paisibles pêcheurs se chargent de son éducation. Sa vie sera bouleversée dix ans plus tard par l'arrivée de Terriens, le consortium Texec, aidé par l'armée privée d'Ulla Morgenstern, dont le but est de pomper un maximum d'énergie sur une planète au mépris du peuple autochtone. Découvrant qu'il est le neveu d'Ulla Morgenstern et que celle-ci a hérité de l'empire financier de son père. Nao, aidé par Maurice Dupré, l’ethnologue découvreur du peuple d'Aquablue, décide de partir sur Terre afin de récupérer son héritage et de priver sa tante Ulla de ses capacités de nuisance.
2. Planète bleue, octobre 1989  (ISBN 2-906187-30-5) : Nao arrive sur la Terre. Il est chargé de défendre les droits de son peuple, menacé par l'activité industrielle de la Texec. Il va démontrer alors son héritage légitime mais les avocats de la Texec vont tout faire pour retarder son accession aux finances familiales de deux ans. Pendant ce temps sur Aquablue, Ulla et son armée s'en prennent à l'Uruk-Uru un monstre marin géant vénéré par le peuple de la mer. Celui-ci est chassé vers une région glaciale. Rejoint par Mi-nuee, Nao décide de repartir vers Aquablue en profitant du vaisseau "Stromboli" de Carlo. Celui-ci est pris à partie par les chasseurs d'Ulla à son arrivée et le Stromboli s'écrase sur la banquise non loin des exilés autochtones.
3. Le Mégophias, novembre 1990  (ISBN 2-906187-55-0) : Nao et le peuple d'Aquablue tentent d'organiser la reconquête de leur planète. Soudain, dans l'espace, apparaît le vaisseau de guerre le plus puissant jamais conçu : le Mégophias. Celui-ci anéantit rapidement les défenses terriennes dans le but exploiter des ressources sous-marines de la planète. Lochshore, le maître du Mégophias, s'allie avec Nao pour chasser l'armée d'Ulla contre des pierres "Tchishus". Ulla et ses comparses sont à la suite de l'attaque générale pris en otage par Lochshore qui trahit Nao en échange d'une rançon de la part de la Texec. Nao et ses amis prennent d'assaut le Mégophias et le détruisent avec Lochshore. Pendant ce temps Dupré découvre une ancienne cité engloutie entourée de nombreux Uruk-uru.
4. Corail noir, novembre 1993  (ISBN 2-84055-010-5) : Les dirigeants de la Texec font appel à la plus puissante force armée de la Terre : la Légion. Le peuple adoptif de Nao ne peut faire face aux commandos suréquipés et la planète est rapidement récupérée par Ulla. Le reste des forces d'Aquablue résidant sur le sous-marin Barracuda et le vaisseau Stromboli, Nao va lors visiter le fond des océans où des légendes ancestrales vont peut-être retourner la situation.
5. Projet Atalanta, octobre 1998  (ISBN 2-84055-227-2)[3] : Tandis que Ulla Morgenstern teste un virus destiné à éradiquer la population d'Aquablue, Nao et ses amis découvrent une fabuleuse cité sous-marine. Ses habitants aquatiques possèdent une technologie très avancé et on apprend qu'ils sont les ancêtres à la fois du peuple d'Aquablue et de celui de la Terre. Ils détiennent des armes puissantes sur les trois lunes d'Aquablue mais n'ont plus de vaisseau permettant de les atteindre. A bord du Stromboli, Carlo, Rabah et Nao vont les y conduire pour former avec la position des lunes des tornades dévastatrices pour les forces envahisseuses. De Blainville, leader de la légion, ayant découvert le meurtre de Walsh par Phelps, veut arrêter toute la direction de la Texec. Alors que les forces armées quittent la planète, une bataille finale a lieu contre Ulla et son fidèle Fritz qui sont tous deux emportés par un cyclone. Finalement la paix et la liberté reviennent sur Aquablue mais Nao doit retourner sur Terre pour finaliser son héritage.

- Second cycle : L'Étoile blanche ; scénario de Thierry Cailleteau, dessins de Ciro Tota, couleurs d'Isabelle Rabarot :

1. L'Étoile blanche, première partie, novembre 1994 (ISBN 2-84055-033-4) : Sur la planète Stalion, alors qu'apparait une loi anti-droïdes dictée par le cardinal Cantor, Trish et Julep récupèrent le reste de Cybot dans une décharge. Ils lisent sa mémoire et découvrent ses derniers jours : En route pour la Terre, Nao et ses compagnons subissent une panne du Stromboli. Ils sont secourus par le vaisseau Gila : son propriétaire est le pirate spatial Syssim. Nao et ses amis se retrouvent alors emprisonnés. Le cardinal Cantor qui a loué les services de Syssim se dirige vers l'épave de l'"Etoile Blanche" où sont enfouis de terribles secrets. Nao, Cybot, Carlo et Rabah arrivent à s'évader et se rendre sur l'Etoile Blanche où ils rencontrent Gustav Stich, un survivant de la catastrophe. Il leur explique que le vaisseau a été saboté par Cantor pour faire disparaitre un micro-disque caché sur Cybot. Ils sont alors pris au piège par les soldats de Syssim. De retour au présent, Trish et Julep sont arrêtés par les néo-croisés de cantor mais sont sauvés par le grand-père de Julep. Ils embarquent Cybot et disparaissent en voiture, traqués par la police.
2. L'Étoile blanche, seconde partie, octobre 1996  (ISBN 2-84055-090-3) : Nao et ses compagnons, qui ont trouvé dans l'épave de l'Etoile Blanche des documents compromettants pour le cardinal-gouverneur, sont jetés aux oubliettes dans le fort Sanctus de la planète Stalion. Cybot, quasiment détruit, est reconstitué par un cyber-mécanicien ami du grand-père de Julep, bravant les lois anti-droïdes. On découvre qu'un conseil des robots a constitué une armée secrète. Avec l'aide de la célèbre chanteuse Vanessa de Vestaal, qui est en fait un robot, Nao et ses amis vont dévoiler les meurtres de Cantor, aider la révolution des robots et Stich à se venger.

- Troisième cycle ; scénario de Thierry Cailleteau, dessins de Ciro Tota, couleurs de Sandrine Cailleteau :

1. Fondation Aquablue, janvier 2001 (ISBN 2-84055-468-2) : Héritier d'une immense fortune, Nao crée la Fondation Aquablue, dédiée à l'exploration scientifique de l'univers à l'aide de son vaisseau géant : le « Uruk-uru ». L'une de ses premières missions : sauver la faune de planète préhistorique Doyle-1800 condamnée par une singularité gravitationnelle. Il y fera face à Diane de Boër, organisatrice de safaris interplanétaires qui veut chasser la tribu autochtone intelligente des Cynos.
2. Le Totem des Cynos, mai 2002  (ISBN 2-84055-761-4) : Lancé sur les traces des Cynos, des hommes-chiens primitifs, Nao doit faire vite : la planète Doyle-1800 est condamnée à brève échéance par un cataclysme spatial. Mais les chasseurs de Diane De Boër sont eux aussi sur la piste des Cynos, dans l'unique but de les massacrer. Entre Nao, les Cynos et leur poursuivants, une traque impitoyable s'engage.

- Quatrième cycle ; scénario de Thierry Cailleteau, dessins de Siro, couleurs de Sandrine Saint-Jore (10) puis Xavier Basset et Christophe Araldi (11) :

1. Le Baiser d'Arakh, octobre 2004 (ISBN 2-84789-017-3) : Nao devenu père, l'activité de sa fondation l'amène sur la planète Tetlaan afin d'apporter du matériel qui permettra aux fouilles archéologiques en cours de franchir une étape décisive. Il s'aperçoit que l'archéologue Marelian mène un jeu trouble, et que les autochtones, opprimés par le pouvoir en place, redoutent une malédiction que ces fouilles réveilleraient. Nao ne sait pas encore qu'il va faire face à la reine Marachna, prêtresse d'Arakh.
2. La Forteresse du sable, novembre 2006  (ISBN 2-7560-0400-6) : Vaincu par la reine Marachna, Nao est recueilli par le peuple des Maranéens, opprimé par le pouvoir en place. Son état est critique : affaibli, il a l'apparence d'un vieillard. De plus, son espérance de vie s'amenuise. Ses compagnons et l'ambassadeur terrien peinent à organiser les secours.

En 2011, Delcourt relance la série dans la collection « Neopolis » en la confiant au scénariste Régis Hautière ,, et au dessinateur Reno :
1. Retour aux sources, novembre 2011 (ISBN 978-2-7560-1263-6) : 15 ans après la victoire sur la Texec, Nao fait une découverte incroyable en Antarctique : certaines espèces terriennes pourraient descendre d'Aquablue. Il annonce à son peuple adoptif son souhait de poursuivre les recherches sur place, ce qui suppose l'arrivée d'une équipe scientifique. Mais le peuple d'Aquablue est réticent. En vertu de leur descendance, une loi terrienne autorise alors à des colons humains de s'installer sur Aquablue. Un vaisseau y amène déjà une dizaine de famille. Dans l'ombre, Steven Walsh, le PDG de la Texec complote avec un mystérieux individu.
2. Septentrion, novembre 2012  (ISBN 978-2-7560-3104-0) : Des groupes de colons terriens s'installent sur les îles d'Aquablue. D'un autre côté, une étrange entreprise de chantier naval construit un immense complexe sur la banquise. Nao part investiguer sur son but sans en apprendre plus. Rabah et Cybot restent sur place tandis qu'à bord du Stromboli, Nao, Ylo et Carlo essayent en vain d'empêcher le dynamitage des installations Atalantes des lunes d'Aquablue. Le Stromboli est gravement endommagé dans la manœuvre. Rabah et Cybot sont découverts en train de fouiner dans le complexe et Cybot est mis à la ferraille. Pour retourner au chantier polaire, Nao et Carlo récupèrent le sous-marin Barracuda. Arrivés sur place, ils retrouvent Rabah quasiment inconscient sur la banquise.
3. Standard-Island, octobre 2013  (ISBN 978-2-7560-3270-2) : Le commandant De Blainville est assassiné sur Terre tandis que les colons d'Aquablue dressent des barricades de protection. Rabah a été drogué et son cerveau définitivement grillé. Carlo veut en découdre avec le chantier naval. On lui dévoile sur place l'objet du chantier: un paquebot géant nommé Standard-Island dont l'inauguration est imminente. Un grand nombre de personnalités y sont invités dont Nao et Melkeïok. C'est alors qu'un groupe de terroristes du peuple d'Aquablue s'introduit sur le navire  et prend son commandement ainsi que des otages dont Melkeïok. Carlo, Mi-nuee et Cybot partent sur le Barracuda à la rescousse de Nao et Melkeök. Alors que Carlo retrouve Nao en découvrant que le bateau a été miné, Mi-nuee est capturée juste avant la mise à mort de son père.
4. Gan Eden, novembre 2015  (ISBN 978-2-7560-6295-2) : La prise d'otages sur le Standard-Island a pris un tournant dramatique avec l'exécution de Melkeïok. La détermination des pirates à obtenir le départ de tous les terriens de leur planète paraît inébranlable. Nao et Carlo, secondés par Cybot à bord du Barracuda, organisent la contre-offensive, mais le temps leur est compté. Grâce aux pouvoirs de Nao, des tortues géantes viennent à la rescousse des passagers avant le naufrage final du navire. Sur terre, ayant découvert que Steven Walsh est le propriétaire de la compagnie ayant affrété le Standard-Island, Dupré lui rend visite mais se fait capturer.
5. Rakahanga !, mars 2017  (ISBN 978-2-7560-6296-9) : Grâce à Carlo et Cybot, le sabotage du Standard-Island a fait peu de victimes, mais le retour sur Aquablue de la légion pour protéger les colons terriens ravive de funestes souvenirs chez les autochtones. La tension entre les deux communautés n’attend qu’une étincelle pour tourner au conflit. Nao croit encore pouvoir sauver la paix, mais l'armée secrète de Walsh s'en prend alors au sanctuaire de l'île des initiés, un lieu sacré pour les Mêumes. Nao est capturé par Syssim à l'issue des combats.
6. La nuit de la miséricorde, novembre 2021  (ISBN 978-2-7560-6297-6) : La secte des Compagnons de l'Agneau participe fortement à la colonisation et est présente sur la plupart des archipels de la planète. Alors que Nao découvre qu'il est aux mains de Cantor et assiste par écran interposé à un massacre sanglant perpétué sur l'île d'Ouvéa par la secte. En réaction, le fils de Nao, Ylo prend la tête du mouvement de rébellion indigène. Sur Terre, Carlo et le détective Jason Polonsky sont toujours à la recherche de Maurice Dupré qu'ils retrouvent en Afrique aux mains de Steven Walsh. Syssim délivre Nao et tue Cantor en s'échappant de son vaisseau. Ylo ayant délivré son peuple de la légion, la contre-attaque ne se fait pas attendre et celle-ci commence à écraser les Mêumes. Pendant ce temps, Dupré libéré fait une déclaration bouleversante à la télévision : les terriens n'ont pas de lien avec Aquablue, sa colonisation doit stopper. Nao, Syssim et Carlo à la rescousse, la légion est stoppée mais Chiara à la solde de Walsh prend en otage Ylo. Mi-nuee ivre de rage la tue en la noyant. Les colons sont chassés d'Aquablue, Nao y reste pour renouer avec sa femme et son fils.
7. Stromboli Reloaded, 17 avril 2024  (ISBN 978-2-4130-4377-5) : Rabah a perdu ses capacités cognitives depuis sa visite au chantier naval sur Aquablue, Nao et Carlo repartent de sa clinique sur Terre découragés. Ils sont alors capturés par le pirate Ragnar qui leur propose un deal. Si Nao l'autorise à installer une base secrète sur Aquablue, il mettra à leur disposition le professeur Zenfeld, seul capable de ramener leur ami. Mais la négociation de Nao avec son fils est compliquée, il revendique alors son harpon Rakahanga pour imposer ses choix. Pour financer son nouveau Stromboli et guérir son ami, Carlo accepte de travailler pour Ragnar et se met à dos les hommes-insectes de la planète Rafal-127. Nao et lui kidnappent Rabah puis le Pr Zenfeld le traite sur Aquablue tandis que les hommes-insectes attaquent.
8. Clandestin, 15 janvier 2025  (ISBN 978-2-4130-8299-6) [7].

## Distinction
Récompense
- Festival d'Angoulême 1989 : Alph'Art Jeunesse pour le premier tome Nao